# Sammy McIlroy
Pour les articles homonymes, voir McIlroy.
Samuel « Sammy » Baxter McIlroy, né le 2 août 1954 à Belfast (Irlande du Nord), est un ancien footballeur nord-irlandais.
Ce milieu de terrain a joué à Manchester United de 1971 à 1982.
Il était le capitaine de l'équipe d'Irlande du Nord qui a atteint le deuxième tour de la coupe du monde 1982 en battant notamment l'Espagne à domicile.
Il reste aujourd'hui l'un des joueurs nord-irlandais les plus capés avec 88 sélections et 5 buts.

## Palmarès
- Vainqueur de la Coupe d'Angleterre en 1977